# Tatranská Lomnica (stacja kolejowa)
Tatranská Lomnica – stacja kolejowa w Tatrzańskiej Łomnicy, w kraju preszowskim, na Słowacji.
Otwarta została w 1895 jako wschodni koniec linii ze Starego Smokowca, stanowiącej część Tatrzańskich Kolei Elektrycznych (rozstaw metrowy). Przez stację przechodzi również niezelektryfikowana linia o standardowym rozstawie z Popradu.
Obecnie jest zarządzana przez Železnice Slovenskej republiky (ŽSR) i obsługiwana przez Železničná spoločnosť Slovensko (ZSSK).

## Linie kolejowe
- 184 Stary Smokowiec-Tatrzańska Łomnica
- 185 Wielka Łomnica-Tatrzańska Łomnica